# Prisma: illustrerad konst och kulturrevy
Prisma: illustrerad konst och kulturrevy var ett svenskt TV-program om konst, arkitektur, teater, musik, film och mode, som sändes kontinuerligt en gång i veckan 1959-1961. Programledare var Thorild Anderberg, Hans Eklund och Torbjörn Axelman, samt bland andra Vilgot Sjöman och Ulf Hård af Segerstad som bisittare.

## Innehåll
Prisma var tänkt som ett samlande och fördjupande kulturprogram, ett komplement till de befintliga studioproduktionerna Konstapropå, Bokhörnan och Filmkrönikan, som med en modern rörlighet lättare skulle kunna fånga upp aktualiteter och trender i det svenska och internationella kulturlivet.

Några exempel på särskilt minnesvärda avsnitt;
- Kring spontanismen - Konstnären Öyvind Fahlström förpackar sitt bidrag till en utställning om spontanism på Konstakademien i Stockholm med sina gamla paletter, var på utställningskomissarien Lars Erik Åström hänger hela paketet som en serie. (3/5 1959)
- Beatnikland - om den framväxande Beat Generation i USA och beatniks i Europa, med Herb Caen, Allen Ginsberg och Lars Görling. (18/10 1959)
- Österleden - om planerna av en gigantiska trafikled runt hela Stockholm. (8/5 1960)
- Music Walk - en interaktiv komposition av John Cage och David Tudor, framförd på Moderna museet i Stockholm. (29/1 1961)
- Elevstorm på Konstakademien - om protester och uppror mot en föråldrad konstsyn, där en ung Peter Dahl för elevernas talan mot etablissemanget och lärarkåren. (7/5 1961)